# Налудност
Налудностите са разстройство на съдържанието на мисловния процес, грешно съждение , при което въображаеми факти се смятат за действителни. Те могат да бъдат симптом на психозите, но също така и на инфекциозните болести, интоксикациите (алкохолизъм, токсикомания...) и дори при много висока температура.
Понякога налудността става хронична. Трайното ѝ установяване означава тежко разстройство на личността и променя дълбоко отношенията на страдащия с неговото обкръжение. Хроничните налудности (параноялни налудности, хронични халюцинаторни налудности, фантастни налудности) заемат голямо място в психопатологията на възрастния поради разнообразието и важността им. Техните прояви, формиращите ги механизми и развитието им са безкрайно променливи.
През XIX век се предлага еволютивно описание на налудностите, като разграничава четири последователни фази: безпокойство, налудност за преследване, налудност за величие и деменция, но впоследствие се забелязва, че тази схема не може да бъде приложена към всички случаи. В днешно време интересът е насочен към задълбоченото изучаване на личността.
Според психоаналитиците налудността е израз на изтласкани чувства, които съзнаващата личност на човек не може да приеме. Той приема като идващо отвън това, което всъщност му принадлежи („някой ме принуждава да говоря нецензурни думи", „някой ме подтиква да извършвам неморални действия...").
Параноидната налудност има същия източник: идеята „аз го мразя" става „той ме мрази".
Налудните теми са неизброими: преследване, виновност, величие, обсебеност и т.н. Някои се придружават от толкова интензивни образи, че се превръщат в халюцинаторни (виж делюзии). Съществуват налудности, споделяни от двама или повече души. Така цели семейства могат да бъдат обхванати в налудни мрежи, като всеки привежда допълнителни аргументи, които засилват убедеността на членовете на групата. Това е така наречената масова психоза.